# Couture
Couture é uma comuna francesa na região administrativa da Nova Aquitânia, no departamento de Charente. Estende-se por uma área de 10,61 km². Em 2010 a comuna tinha 165 habitantes (densidade: 15,6 hab./km²).